# Polymera (Polymera) brachyneura
Polymera (Polymera) brachyneura is een tweevleugelige uit de familie steltmuggen (Limoniidae). De soort komt voor in het Neotropisch gebied.